# Enrico di Portanova
Le baron Enrico di Portanova, dit « Ricky », né à Los Angeles à une date incertaine, mort le 28 février 2000 à Houston, Texas, est un héritier américain d'origine italienne, connu pour ses activités mondaines, ses propriétés immobilières et ses fêtes.

## Biographie
Petit-fils du baron italien Paolo di Portanova, Enrico di Portanova naît à Los Angeles mais est élevé par son père en Italie. Il est l'héritier par sa mère, Lillie Cranz Cullen, de la fortune de son grand-père, Hugh Roy Cullen (en), magnat du pétrole américain.
À la suite du décès de ce grand-père maternel en 1957, il quitte Rome et les activités qu'il exerce dans la joaillerie pour aller réclamer son héritage à Houston au début des années soixante. Le consortium chargé de gérer la fortune de son aïeul commence par lui verser une rente mensuelle de 5 000 dollars. Celle-ci finit par augmenter et atteindre 1,2 million de dollars par mois à la fin des années soixante-dix. Sa fortune est alors estimée à 50 millions de dollars.
Le baron et son jeune frère Ugo décident cependant de poursuivre le conglomérat Cullen, réclamant un partage plus équitable des milliards de leur grand-père. Il s'ensuit un des plus gros procès jamais intentés pour une affaire d'héritage aux États-Unis. Roy Cohn, l'avocat des deux frères, réclame deux milliards de dollars. En 1984, un juge classe le procès sans suite, un accord amiable ayant été conclu avec le fonds Cullen.
Il meurt le 28 février 2000 dans sa propriété de Houston, certainement des suites d'un cancer, à l'âge de 66 ans selon ses dires. Tous ses amis s'accordent cependant sur le fait qu'il était beaucoup plus âgé.

## Vie privée
Après un premier mariage avec la joueuse de basket yougoslave Ljubica Otasevic, dont il divorce en 1972, il épouse en secondes noces une hôtesse de l'air, Sandra Hovas, pour former l'un des couples les plus observés de la jet-set américaine. Le mariage a lieu à Londres en 1973.
Le couple ne voyage que dans son avion privé, un Lear Jet que le baron appelle son taxi. L'appareil est baptisé Barefoot Contessa, hommage au film de Joseph L. Mankiewicz. En 1984, Enrico di Portanova se confie à Charlotte Curtis du New York Times : « Nous avons tellement de bagages que notre avion privé ne suffit plus, nous envoyons les domestiques avec les bagages sur des lignes régulières ».
Propriétaire de maisons à Rome, Houston et Acapulco, sa vie est dédiée au plaisir de vivre et de recevoir dans ses résidences. Il est réputé pour les tagliolini au caviar qu'il offre à ses invités. Il ne boit que du Dom Pérignon et sa devise est « Sun, sex and spaghetti ».

## La villa de Houston
Après son mariage avec Sandra, « Ricky » transforme sa demeure de Houston. À l'origine modeste pavillon d'inspiration française, la maison devient une des plus extravagantes de la capitale économique texane. Pour climatiser les jardins et la piscine, la propriété est entièrement recouverte d'une protection en verre. Les intérieurs abritent une collection de sculptures animalières : sphinx, léopards, dauphins, jaguars. Les candélabres sont portés par des statues d'esclaves nubiens.
La décoration des différentes pièces ressort du style rococo et du Grand Siècle français, avec des peintures du XVIIIe siècle. Une des attractions des lieux est le serpent du baron : l'animal répond au nom de Katharina.
Le baron et la baronne aiment à y donner des fêtes. Elles sont parfois surprenantes, comme un dîner de Noël avec des chœurs de gospel et des chameaux se promenant en liberté dans le jardin. Lors de diners plus intimes, Ricky reçoit ses hôtes à la manière de Louis XV, cuisinant lui-même ses pâtes au caviar, arrosées de vins dont les bouteilles portent une étiquette qu'il a personnellement dessinée.

## La Casa Arabesque
En 1975, Enrico di Portanova achète un terrain et sa plage privée à Acapulco, au Mexique, pour y faire édifier une villa qu'il souhaite spectaculaire. Les travaux durent de 1978 à 1983. Ils mobilisent mille cinq cents ouvriers sous la direction de l'architecte Aurelio Muñoz Castillo.
De style méditerranéen, la Casa Arabesque est la plus grande villa construite à l'époque à Acapulco : elle s'étend sur six mille mètres carrés, comporte vingt-huit chambres et vingt-six salles de bain pour les invités. Elle dispose également de quatre piscines. La terrasse qui coiffe la villa est pourvue d'un héliport privé, un funiculaire permet de relier les différents niveaux de la maison.
La salle de bal étant à l'usage unique de la baronne, l'architecte propose au baron de lui édifier sa discothèque privée pour éviter d'avoir à organiser ses fêtes, comme il le fait, chez Armando's, célèbre club d'Acapulco. La décoration de cette discothèque reprend l'aspect des fonds marins.
En cours de construction, les plans originaux sont modifiés pour augmenter le nombre des chambres de service. Les domestiques passent en effet de quinze à quarante pour assurer le service d'invités célèbres, de plus en plus nombreux et se succédant sans discontinuer : Henry Kissinger, Roger Moore, Sylvester Stallone, Plácido Domingo, membres de la jet-set internationale…
Connue par les fêtes qui s'y sont données, la villa Arabesque est visible dans License to Kill, un film de la série des James Bond. Le décor du tournage, en 1989, avait été gracieusement offert par les Portanova.
La maison contient de très riches peintures murales de femmes ressemblant à un harem, les longs canapés muraux étaient décorés de coussins dénudés et recouverts de fourrures de léopard sur beaucoup d'entre eux. Pour accompagner le décor léopard, des statues de léopard en argent reposant sur des arbres de cuivre de D'Argenta étaient placées au sol où des coussins carrés géants constituaient la base de grandes tables circulaires en verre qui abritent une variété de statues, bougeoirs et plateaux.